# 友達以上恋人未満 (ゲーム)
『友達以上恋人未満』（ともだちいじょうこいびとみまん）は、2004年9月24日に発売された成人用Windowsゲーム。友♡恋（ともこい）と略される。

## 概要
スタジオメビウスが発売した成人向けPCゲームである。同社のヒット作である『SNOW』の後日談となっており、同じく龍神村が舞台、ある意味では前作を完結させるものである。ただし前作は独立で楽しめる。当作品は単独でも楽しめるだけの説明は一応なされているが、やはり前作を知っている方がわかりやすい。発売は2004年9月。
メディアはDVDで供給され、前作とは異なり、フルボイスである。ただし、ノリがかなり異なり、ストーリーそのものにまでギャグ的要素が強い面がある。
前作ではかつての龍神と人との過ちによって呪われた村の救済が語られたが、ただ一人、鳳仙であった芽依子だけは、永遠に年を取らずに生きるという呪いのかかったままであった。本作は彼女の救済と解放の物語である。それだけにマルチエンディングで複数の女の子とHできる可能性はあるが、一般的な恋愛シミュレーションのような誰某エンドというものはなく、芽依子がどうなるか、を中心に進む物語ばかりである。
所々で前作を踏襲している。翔平が宿泊する部屋も彼方の泊まった部屋らしく、同じ掛け軸がある。前作の主人公である彼方とメインヒロインである澄乃の二人は結婚して娘が高校1年、従ってその間の時間経過は15年。旅館の経営もうまくいっているらしく、女将考案のまんじゅうも名物になっている。
なお、ゲームをクリアすると動物の声が言葉になるオプションがつく。
2006年2月10日にStandard Editionを、2010年6月25日にHD Plus Editionが発売された。

## ストーリー
主人公・荒井翔平は失恋のショックを温泉旅行で癒そうと格安バスツアーで龍神村に来訪する。そして龍神社で大人サイズの服に包まれて倒れていた少女に出会い、彼女に誘われるままに愛撫をする。そして彼女が達した瞬間、彼女の体から小さな毛玉のようなものが出現するのを目撃し、その瞬間に翔平は気を失い、気が付いたときには診療所で横になっていた。やっとホテルに戻るとその夜、携帯電話を紛失したことに気づき、それを取りに再び社へ行く。そこで昼間出会った少女によく似た女性・橘芽依子に出会う。その後、翔平は社の裏山の洞穴で、龍神様がうっかり壷に封印されたくくり様を解放してしまうのに立ち会う。くくり様が取り付いた人間は性欲が異常に増進すること、すぐに捕まえないと大変なことになることを芽依子から知らされ、協力して捕まえることを了承する。そして橘診療所の面々や橘家の家族と知り合う。橘家には彼女の妹がいるが、最初に出会った小さな女の子とは違っていた。
そこから先は選択肢次第であるが、おおむね予定外に村に滞在し、橘家に泊まり込みつつ事件の解決目指して彼女と協力して行動する。その際、動きやすいようにと、二人は恋人同士を装うことになる。この時のセリフが題名になっている。

## 登場人物
荒井 翔平
声：中村悠一
主人公。フリーター。失恋の傷を癒すために参加したバスツアーで龍神村へ。動物の言葉が分かるという超能力があるが、それを疎ましく思っている。出会い頭に女の子を押し倒すのが特技。
橘 芽依子
声：涼森ちさと
メインヒロイン。竜神社の巫女。スパッツとショートヘアに大きなリボンが目印。すぐジト目になる。変人かつ暴力的、ついでにツンデレ。橘家の養女の身分を得ている。必殺技は芽依子様アタック、芽依子様キックなど。なお、某エンディングではロングヘアのバージョンが見られる。
出雲 さくら
声：カンザキカナリ
竜神天守閣の娘。高校一年（龍神学園）。ロングヘアーのツーテイルにリボン、さらにツーテイルには鈴。前作の主人公、彼方と澄乃の一人娘。口癖の「えう」は母親譲り。肉まん好みでは母と対立。よく家業を手伝っている。
出雲 澄乃
声：韮井叶
竜神天守閣の女将で、前作のメインヒロイン。天然ぶりは学生時代とほとんど変わらず。相変わらずあんまん好き。
出雲 彼方
声：伴風太
竜神天守閣の主人、前作の主人公。背が高く男前。少しは落ち着いた様子。相変わらず水運びをしている。
シャモン
声：佐倉凛
年老いたシャム猫。直立二足歩行で、杖をついて歩く。前作にも登場している。十六歳以上だから、ほとんど化け猫である。
四方山 むつき
声：茶谷やすら
さくらのクラスメイト。ツーテイルとアホ毛がポイント。二言目にはニャーニャー言う。龍神湖にいると言う謎の怪物「リュッシー」の捜索が趣味で、テントに機材を持ち込んで頑張っている。
四方山 彦平
声：胸肩腎
むつきの祖父。通称は彦じい。シャモンと友達。
雪月 小夜里
声：石井李奈
澄乃の母。雪月雑貨店を経営。少しだけ太った。
橘 誠史郎
声：森川明大
診療所の医者。のんびりとした人格者。
橘 つぐみ
声：天天
誠史郎の妻、診療所の看護士で、実は先代の竜神天守閣の女将。天然エッチの巨乳。アホ毛二本。
橘 みかん
声：藤田夏海
橘家の実娘。名前どおりコロコロしている。人見知りするが、主人公にはなつく。
八尾 日向
声：成瀬未亜
橘診療所の準看護士でロリキャラ。時折りキレる。
宇佐美 結衣
声：中瀬ひな
同上、おとなしく、巨乳。兄にコンプレックスがある。異様に足が速い。
宇佐美 昭彦
声：間寺司
結衣の兄、誠史郎の甥。診療所に医者の研修で来ている。口やかましく妹をなじるのが趣味、でも実は妹思い。芽依子にはぞっこんだが、芽依子自身は彼を苦手にしている。
壬生 佳織
声：児玉さとみ
芽依子の後輩で、龍神学園の教師。男性恐怖症。
壬生 大助
声：緒田マリ
佳織の弟でがき大将タイプ。姉思い。
磯部 俊樹
声：顔大男
村長の息子。でぶで脂性でオタクっぽいのが売り。さくらと結婚するつもりらしく、旅館まで彼女を拉致しにくる。
磯部 権造
声：一条和矢
村長で大地主。白髪と髭のじじい。嫌われものらしいが、強い政治権力とコネがあるらしい。
片瀬 愛
声：このかなみ
ツアーバスのバスガイド。ロングヘア。常にガイド口調だが、結構短気である。
龍神様（北里 しぐれ）
声：一色ヒカル
前作のヒロインの一人。龍神の衣装で時々登場する。
唐炭 康司巡査長
声：京都鉄
県警から派遣されて、龍神村を捜査する。苦虫をかみつぶしたような顔で、くたびれた格好をしている。
矢部 真一巡査
声：笑顔光
唐炭と組んで動く、若手警官。童顔。
少女
母親の言うことを聞かずに鐘を鳴らしている少女。
アサヒ
声：理多
白いウサギで実は妖怪、ただし当作品中その意味では出番がない。こちらは年齢を感じさせない。
くくり
声：澄野優
恋の妖精。緑色の毛玉。普段は見えないが取り付いた人間が発情すると姿が見える。

## 主題歌
オープニングテーマ「友達以上恋人未満」
作詞:望月JET、作曲:Famishin、編曲:Angel Note、歌:中山マミ
エンディングテーマ「赤い糸」
作詞:中山マミ、作曲:Famishin、編曲:Angel Note、歌:中山マミ
挿入歌「オモイノチカラ」
作詞:みるくくるみ&Studio Mebius、作曲/編曲:Angel Note、歌:みるくくるみ

## 関連商品

### カードゲーム
Lycee
シルバーブリッツのカードゲーム、Lyceeに参戦している。収録エキスパンションは、VisualArt's6.0など。